# Первомайский (Верхнеуральский район)
Первомайский — упразднённый посёлок в Верхнеуральском районе Челябинской области России. На момент упразднения входил в состав Спасского сельсовета. Исключен из учётных данных в 1979 году.

## География
Располагался на реке Чёрная в близи места впадения ее в Верхнеуральское водохранилище, на расстоянии примерно 5 км (по прямой) к юго-западу от поселка Нововоронинский.

## История
По данным на 1970 год посёлок входил в состав Спасского сельсовета. В посёлке располагалась ферма Нововоронинского отделения совхоза «Приуральский».
Исключен из учётных данных решением Челябинского областного Совета народных депутатов от 25.09.1979 года № 394.

## Население
| 1970 | 1977 |
| ---- | ---- |
| 60   | ↘14  |